# Robert Blanton
Robert Jack Blanton, detto R.J. (7 settembre 1989), è un giocatore di football americano statunitense che gioca nel ruolo di safety per i Buffalo Bills della National Football League (NFL). Fu scelto nel corso del quinto giro (139º assoluto) del Draft NFL 2012 dai Minnesota Vikings. Al college ha giocato a football a Notre Dame.

## Carriera professionistica

### Minnesota Vikings
Il 28 aprile 2012, Blanton fu scelto nel corso del quinto giro del Draft 2012 dai Minnesota Vikings. Nella sua stagione da rookie mise a segno 13 tackle.

### Buffalo Bills
Il 18 marzo 2016, Blanton firmò un contratto di un anno con i Buffalo Bills.

## Statistiche
| Tackle totali | 213 |
| Sack          | 0.0 |
| Intercetti    | 1   |

Statistiche aggiornate alla stagione 2015